# قوس ثلاثي الفصوص

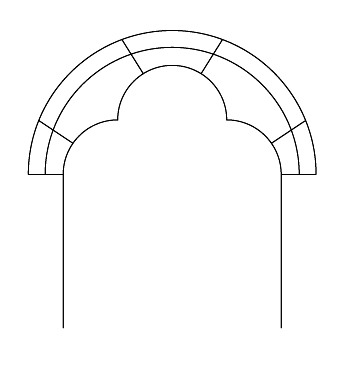
القوس ثلاثي الفصوص

القوس ثلاثي الفصوص ، أو القوس ذو الثلاثة فتحات ، هو قوس يدمج شكل أو مخطط ثلاثي الفصوص - ثلاث دوائر متداخلة.  تم استخدامه على نطاق واسع لأهميته الرمزية في العمارة الإسلامية ومن ثم المسيحية.